# ديفيد جيلمان
ديفيد جيلمان (بالإنجليزية: David Gilman)‏ هو راكب الكنو أمريكي، ولد في 6 ديسمبر 1954 في روزويل في الولايات المتحدة.

## وصلات خارجية
- ديفيد جيلمان على موقع أوليمبيديا (الإنجليزية)